# Dipsocoridae
Famille
Synonymes
- Dipsocorinae Dohrn, 1859[2]

Les Dipsocoridae sont une famille d'insectes hétéroptères (punaises), de l'infra-ordre des Dipsocoromorpha. On en compte une cinquantaine d'espèces décrites, classées dans cinq genres. Il s'agit de petits prédateurs des endroits humides, vivant dans le gravier ou sous des pierres. Elles sont présentes sur tous les continents.

## Caractéristiques
Ces petites punaises (entre 1,1 et 3 mm de long) ont des yeux composés, des antennes de quatre articles apparents, flagelliformes, c'est-à-dire que les deux premiers articles sont courts et épais, alors que les deux suivants sont longs et fins. Le pronotum ne présente pas de carène longitudinale. La tête est relativement horizontale et prognathe. On les distingue des Ceratocombidae et de Trichotonannus (Trichotonannidae) notamment par une fracture costale (sur le bord de l'hémélytre) longue, alors qu'elle est courte chez les deux familles mentionnées, et par des organes génitaux asymétriques, orientés vers la gauche. 
En France, leur corps est jaune-brunâtre, peu chitinisé. Tous les tibias sont munis d’une brosse de soie pour se nettoyer.Il existe un polymorphisme alaire avec des formes macroptères et brachyptères.  

## Répartition et habitat
En France, toutes les espèces sont hygrophiles. Les Pachycoleus vivent dans les marécages et tourbières souvent semi-subermergés, en compagnie des Hebridae. Tandis que les autres genres vivent au bord immédiat des cours d’eau bien oxygénés et non pollués, dans le gravier humide.

## Biologie
En France, la période d’activité est comprise entre juin et novembre. Ce sont des prédateurs, ils se nourrissent probablement de coléoptères, petits arachnides, acariens, collemboles et nématodes.

## Systématique
La famille des Dipsocoridae est attribuée, en 1859, au zoologiste allemand Anton Dohrn (1840-1909).

## Liste des genres
Les genres mentionnés comme appartenant à la famille des Dipsocoridae sont les suivants :
- Cryptostemma Herrich-Schaeffer, 1835 (présent dans toutes les régions du monde),
- Pachycoleus Fieber, 1860 (paléarctique et néotropical),
- Alpagut Kiyak, 1995 (=Raunocoris ou Harpago) (paléarctique)[7].

## Espèces présentes en Europe
Selon Fauna Europaea, huit espèces sont présentes en Europe :  
- Arpagut castanovitreus (Linnavuori, 1951) (= Raunocoris castaneovitreus),  présent dans les Balkans et l'Est du Paléarctique
- Alpagut medius  (Rey, 1888) (= Raunocoris medius), présent dans les Balkans, en France et en Ukraine
- Cryptostemma alienum Herrich-Schäffer, 1835, présent en Europe moyenne et méditerranéenne et au Proche-Orient
- Cryptostemma carpaticum Josifov, 1967, présent en Pologne et en Slovaquie
- Cryptostemma remanei Josifov, 1964, présent en France, en Italie, en Bulgarie et au Proche-Orient
- Cryptostemma roubali Josifov, 1967, présent en France uniquement
- Pachycoleus pusillimum (J. Sahlberg, 1870), présent d'Espagne à la Scandinavie et à la Russie
- Pachycoleus waltli Fieber, 1860, présent de France à la Russie, sans les Balkans.

## Espèces fossiles
Un fossile de l'espèce †Cryptostemma eocenica Hartung et al., 2017, datant de l'Éocène (55.8 à 48.6 millions d'années) a été trouvé dans de l'ambre  dans l'Oise (France).

## Publication originale
- Anton Dohrn, Catalogus hemipterorum (publication), Herrcke & Lebeling, Szczecin, 1859, [lire en ligne].